# Internationaal Kamermuziekfestival Schiermonnikoog
Het Schiermonnikoog Festival is een jaarlijks kamermuziekevenement, dat sinds 2002 elk jaar in oktober en sinds 2012 elk jaar in maart plaatsvindt op Schiermonnikoog. Cellist Jeroen Reuling en pianist Caspar Vos vormen de directie van het festival.

## Najaarseditie
Tijdens de najaarseditie het festival wordt zes dagen lang door musici van topniveau opgetreden op verschillende locaties op Schiermonnikoog. Een vast onderdeel van het festival zijn de masterclasses van mezzosopraan Jard van Nes. Daarnaast worden ook natuurexcursies georganiseerd en muziekdocumentaires vertoond.

## Voorjaarseditie
Naast het festival in oktober vindt sinds 2012 ook de voorjaarseditie in maart plaats, waarbij jong toptalent naar Schiermonnikoog komt voor masterclasses van Nobuko Imai (altviool), Avedis Kouyoumdjian (piano), Philippe Graffin (viool), Marc Danel (ensemble), Jeroen Reuling en Gary Hofmann (cello). Naast de masterclasses krijgen de deelnemers een uitgebreid coachingsprogramma aangeboden door verschillende professionals uit het vakgebied. De masterclasses zijn openbaar voor publiek. Daarnaast geven de masterclassdeelnemers concerten, zijn er natuurexcursies, muziekdocumentaires en lezingen tijdens het festival.